# Lignyi csata
A lignyi csata 1815. június 16-án zajlott le. Ez volt Bonaparte Napoléon katonai pályafutásának utolsó győztes csatája. Ebben a csatában a franciák Északi Hadserege ütközött meg Napóleon parancsnoksága alatt a Blücher tábornok vezette porosz erőkkel Ligny falu mellett, a mai Belgium területén. A porosz hadsereg nagyobb része túlélte a csatát, és két nappal később kulcsszerepet játszott a waterlooi csatában.

## Előzmények

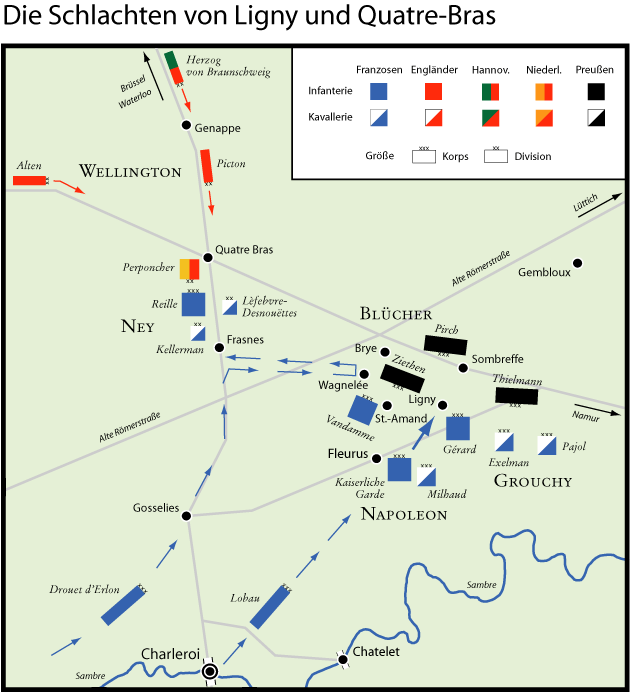
A lignyi és Quatre Bras-i csata vázlata

A nyilvánvalóan túlerőben lévő szövetséges haderő még nem egyesült, az angolok Brüsszelben, a poroszok keletebbre, Liège-ben összpontosultak, a francia császár ezt szerette volna mindenképpen megakadályozni, célja kettőjük közé vonulni és külön-külön megverni az angolokat és poroszokat. Wellingtonról és Blücherről olyan mendemondák járták, hogy a két tábornok között vita támadt a stratégia tekintetében, s hogy seregeik nem álltak egyesített parancsnokság alatt.  Blücher marsall serege széles arcvonalban felsorakoztatva négy hadtestre oszlott, összesen 117 000 emberrel, köztük 12 000 lovassal és 296 ágyúval. Az 1. hadtest  Zieten parancsnoksága alatt Charleroi közelében állt, a 2. Pirch vezetésével Namurnél, a 3. Thielmann vezetésével Cuincynél, a 4. von Bülow parancsnoksága alatt pedig Liège-nél. A főhadiszállás Namurben volt, közel nyolcvan kilométerre (vagyis jó egynapi lovaglásra) Wellington brüsszeli bázisától. Napóleon ebben a széttagoltságban látta a lehetőséget, tábornokait hátrahagyta szárnyai biztosítására s az esetleges franciaországi lázadás megakadályozására, majd fő seregével észak felé vonult. Mire 1815. június 14-én erőit közvetlenül a belga határtól délre vonta össze, hadserege 90 000 gyalogosból, 22 000 lovasból, és 366 ágyúból állt.

## A csata
Napóleon szándéka az volt, hogy váratlan gyors támadással lerohanja a poroszokat és megsemmisíti őket, majd elfoglalja Brüsszelt. Tábornokai azonban már veszítettek korábbi lendületükből és megbízhatóságuk csökkent. Különösen igaz volt ez a Quatre-Bras elfoglalásával megbízott Ney marsallra, aki a francia császár legbátrabb, de egyben legkiszámíthatatlanabb tábornoka volt. Napóleon  arra utasította tábornokát, hogy a lehető leggyorsabban nyomuljon előre a Charleroi–Brüsszel úton északi irányba, és zavarja el az útból az ellenséget, szerezze és tartsa meg az útkereszteződést Quatre-Bras-nál. Mindeközben  másik tábornokának, Grouchy marsallnak vissza kellett szorítania a poroszokat a fleurusi hídon Sombreffe felé, Quatre Bras-tól nyolc kilométerrel keletre, ahol Blücher próbálta összpontosítani seregének erősen szétszóródott hadtesteit.
Napóleon tábornokai Grouchy és Dominique René Vandamme oly lassan nyomultak előre, hogy csak az 1. porosz hadtestet sikerült visszaszorítaniuk Fleurusbe, öt kilométerre Sombreffe-től délre, mielőtt megálltak volna éjszakára. A másik meghasonlott tábornok, Ney is hibázott, mert Frasnes-nél (Frasnes-lez-Gosselies), Quatre Bras-tól öt kilométernyire délre táborozott le. Így a kereszteződést  a Károly Bernát szász–weimar–eisenachi herceg vezetése alatt egy hat ágyúval rendelkező, 4500 fős holland gyalogosezred szállta meg. Ney elmulasztotta a lehetőséget a döntő fontosságú útkereszteződés megszerzésére, megállt, s jelentést tett Napóleonnak.
Tábornokai késlekedése és bátortalansága dacára Napóleon június 15-én éjszaka stratégiailag jelentős pozíció birtokába jutott. Északi hadserege a két szövetséges sereg között összpontosult, így könnyedén támadásba lendülhetett akármelyik ellen. (Lásd a mellékelt vázlatot.)

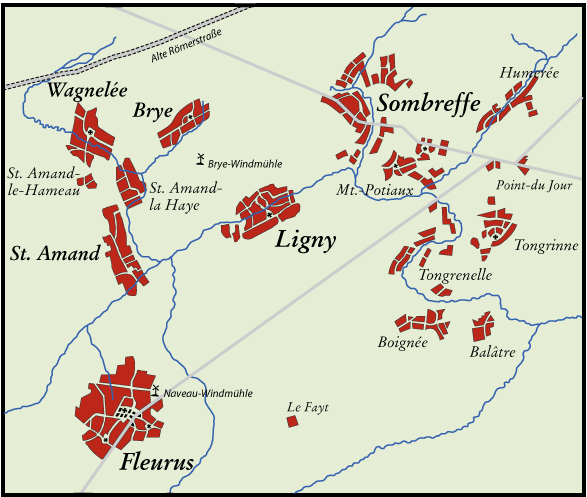
A csatatér

Csak egy szövetséges hadtest tartózkodott az állásokban (Blücher vezetésével), de két másik is elérhető távolságban tartózkodott. Blücher csapatai falvak egész sorozatát foglalták el a Ligne folyó északi partján bíztak a terep adta adottságokban. Ez a sekély, de viszonylag széles folyó gátolta a támadó gyalogságot és lovasságot. Napóleon terve az volt, hogy Grouchy hadtestével ráijeszt Blücher balszárnyára, majd erőinek zömével megrohanja a poroszok centrumát, így teljesen leköti Blücher figyelmét, amíg Ney meg nem érkezik Quatre Bras-ból, és szétveri a porosz jobbszárnyat. Miután a poroszokat elzavarták, Quatre Bras-nál Wellington állásai felé kanyarodnak, és felmorzsolják erőit.
Napóleon addig várt a támadás megindításával délután fél háromig, amíg meghallotta az ágyúzást Quatre Bras felől. A francia támadás erős ágyúzással kezdődött Fleurus irányából és pánikot keltett a porosz gyalogságban. A vonalaikra gyakorolt erős nyomást Friedrich Wilhelm von Jagow 3. porosz dandárja nem bírta sokáig, fél óra alatt elveszítették Saint-Amand falut. Ekkor jött volna Ney marsall nagy pillanata, hogy megjelenjen a poroszok jobbszárnyán. Ő azonban Quatre Bras-nál állt mert lekötötték Wellington folyamatosan növekvő csapatai. D'Erlon, Ney tartalékának parancsnoka éppen közeledett Quatre Bras irányába, hogy erősítést vigyen neki, amikor megérkezett Napóleon parancsa, hogy vonuljon Lignybe, s támadja oldalba és hátba a poroszokat. D'Erlon, annak ellenére, hogy nem tetszettek neki az egymásnak ellentmondó parancsok, megfelelően teljesítette az utasítást. Mikor azonban a császár parancsának másolata megérkezett Ney-hez, az újra sürgönyözött, megparancsolva d'Erlonnak, hogy haladéktalanul térjen vissza Quatre Bras-ba. Ez a 20 000 fős hadtest mindkét csatatéren jótékony hatásúnak bizonyulhatott volna, de a délután azzal telt el, hogy ide-oda masírozott Ligny és Quatre Bras között, anélkül, hogy bármely hadszíntéren bevetették volna.
Napóleon Blücherrel vívott ütközete a klasszikus francia–porosz modell szerint haladt: a franciák kitartó támadásai a poroszok elkeseredett védekezésével szemben, hosszadalmas és makacs küzdelem. Délután három órakor  Gérard IV. Francia hadteste kezdte el az elszánt öldöklést. Az erős porosz tüzérségi tűzben Marc Nicolas Louis Pécheux francia tábornok 12. gyalogos hadosztályának sikerült elfoglalnia Ligny falu templomát. A sikerért nagy árat kellett fizetniük: három oldalról kaptak hirtelen tüzérségi tüzet és rövid idő alatt elvesztettek 20 tisztet és 500 embert, így ki is vonták őket onnan. A francia tüzérség teljesen lángba borította a várost és házról házra folyt az elkeseredett küzdelem. A császár reményeivel ellentétben a csata nem hozott villámgyors győzelmet. D'Erlon francia szárnyon való megjelenése arra késztette Vandamme-ot, hogy – nem tudván, kiről van szó – hozzáfogjon állásainak kiürítéséhez abban a meggyőződésben, hogy emberei ellen szemből és hátulról támadás készül. Ez lehetővé tette Blücher számára, hogy heves ellentámadást intézzen a centrum ellen, amit a Császári Gárda halálmegvető bátorságú bajonettrohama állított meg. A 72 éves porosz tábornoknak már nem maradt több esélye a győzelemre: felélte utolsó lovassági tartalékait, lova levetette a hátáról, és kis híján fogságba esett, serege valóban „gyalázatos” vereséget szenvedett. A porosz közép, ami egész nap kitartott, estére összeomlott. A csapatok visszavonulás közben négyszög alakzatot vettek fel, hogy megküzdjenek a francia lovasság fel-felbukkanó ezredeivel.
A poroszok Lignynél mintegy 16 000 embert veszítettek, a franciák 12 000-et. Napóleon győztesnek mondhatta magát, de győzelme nem volt teljes, a poroszok vereséget szenvedtek és menekültek, de komoly üldözés nem volt, ezért összeszedhették magukat.